# Dobřenická plošina
Dobřenická plošina je geomorfologický okrsek v jižní části Chlumecké tabule, ležící v okrese Hradec Králové v Královéhradeckém kraji a v okrese Pardubice v Pardubickém kraji.

## Poloha a sídla

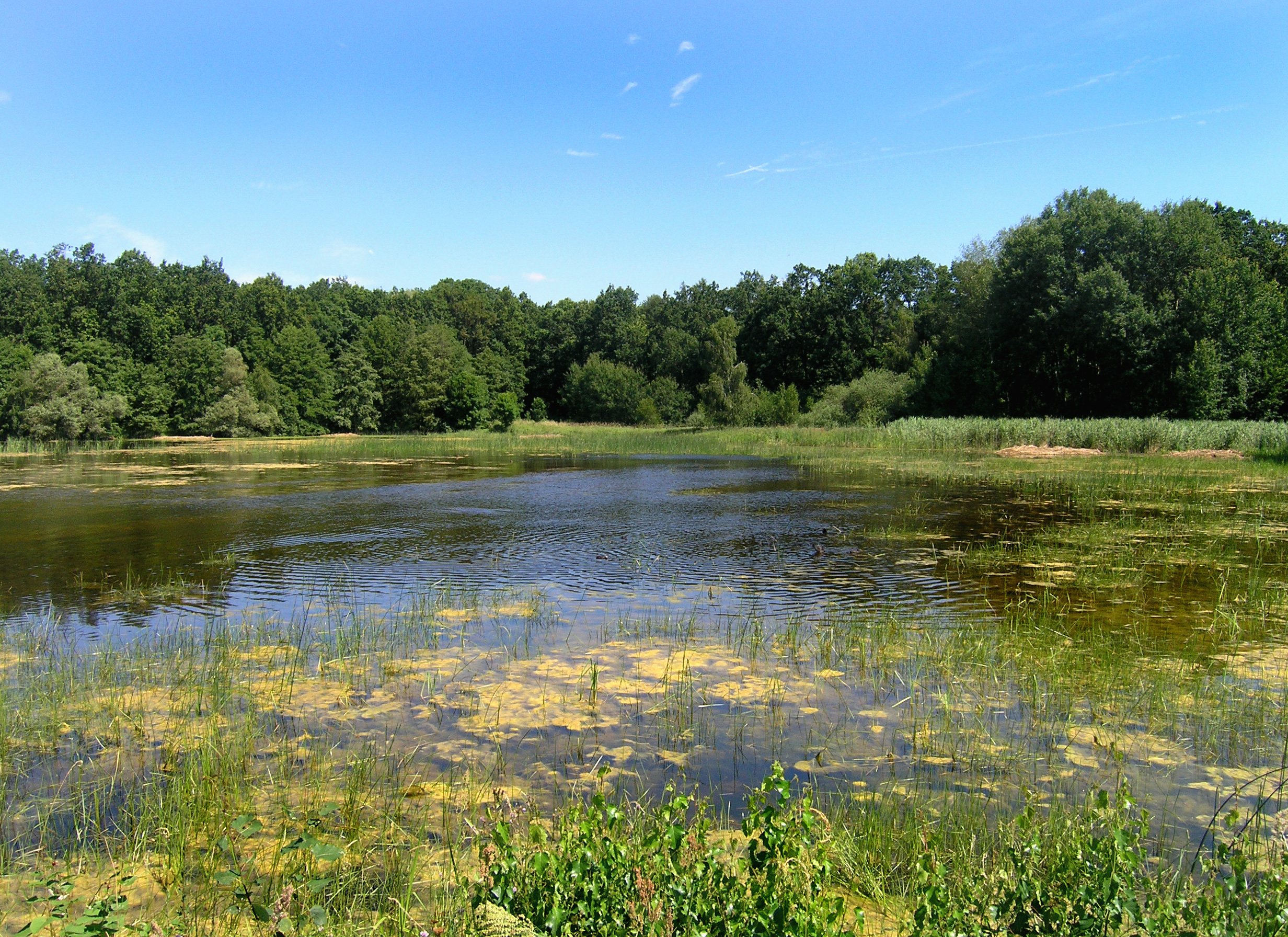
Rybník Horní Jílovky

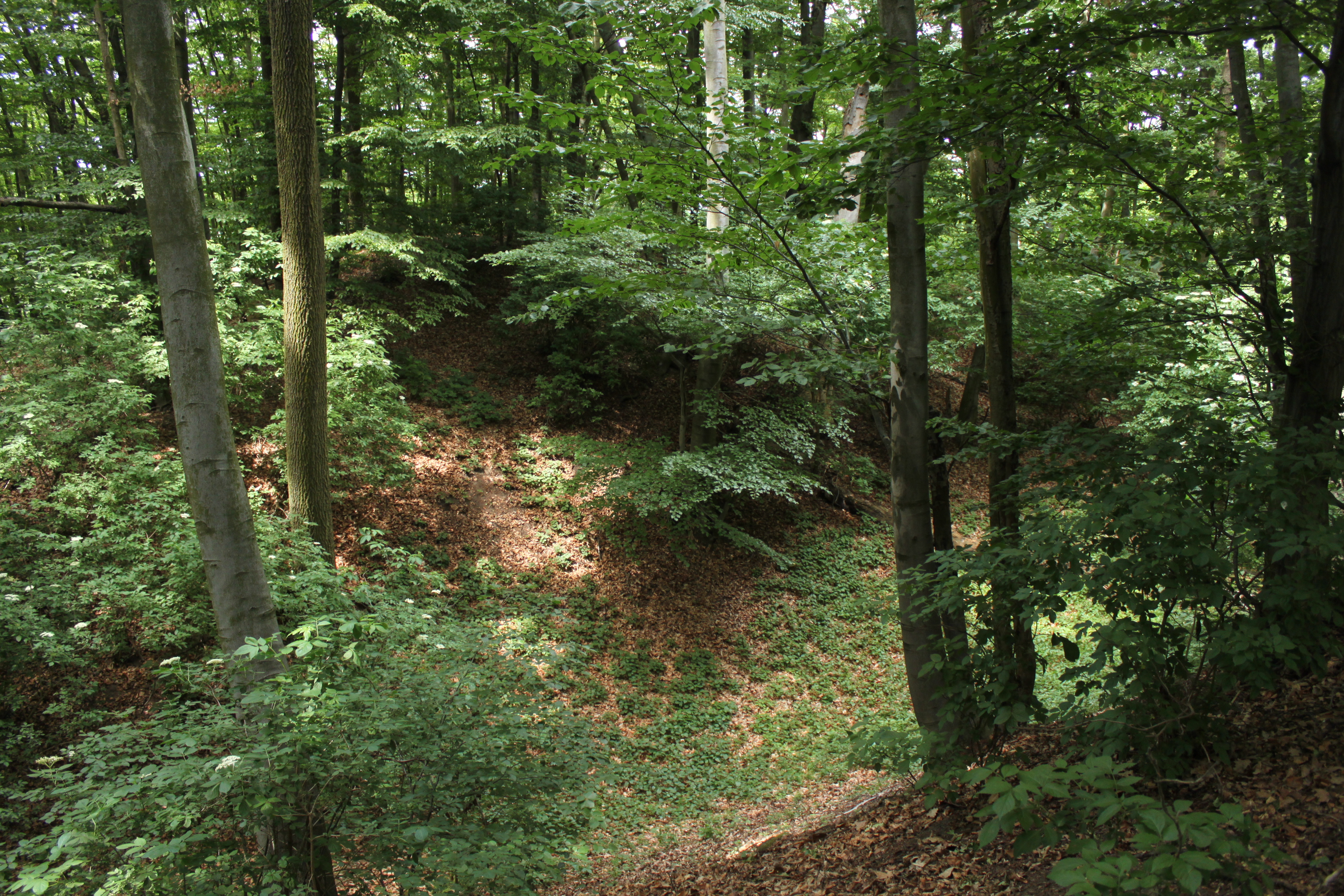
Přírodní rezervace Na Hradech

Území okrsku se nachází zhruba mezi sídly Chlumec nad Cidlinou (na severozápadě), Obědovice (na severu), Libišany (na severovýchodě), Dolany (na jihovýchodě), Přelovice (na jihu) a Újezd u Přelouče (na jihozápadě). Uvnitř okrsku leží titulní obec Dobřenice a větší obce Rohovládova Bělá a Osice.

## Geomorfologické členění
Okrsek Dobřenická plošina (dle značení Jaromíra Demka VIC–1B–5) náleží do celku Východolabská tabule a podcelku Chlumecká tabule.
Dále se již nečlení.
Plošina sousedí s dalšími okrsky Východolabské tabule: Urbanická brána na severu a západě, Smiřická rovina na východě, Kladrubská kotlina na jihovýchodě a Kladrubská kotlina na jihozápadě.

## Významné vrcholy
Nejvyšším bodem Dobřenické plošiny je Velká Dorota (292 m n. m.).
| název vrcholu | výška (m n. m.) | podřazená jednotka |
| ------------- | --------------- | ------------------ |
| Velká Dorota  | 292             | -                  |
| Lhotáček      | 290             | -                  |
| Soudný        | 288             | -                  |
| Tátrum        | 263             | -                  |
| Sušina        | 259             | -                  |